# Таран-Жовнир, Юрий Николаевич
Юрий Николаевич Таран-Жовнир (укр. Юрій Миколайович Таран-Жовнір; 26 июня 1927, Новомосковск, Днепропетровский округ — 14 августа 2003) — заслуженный деятель науки Украины, выдающийся учёный в области физического металловедения.
Академик АН УССР (28.03.1985, член-корреспондент с 1972). Академик НАН Украины.

Лауреат премии Совета Министров СССР и Государственной премии Украины.

Лауреат премии имени Д. К. Чернова (1990).

Лауреат премии имени Ярослава Мудрого (1994).

Лауреат премии имени К. Ф. Стародубова (1997).

Член Академии инженерных наук Украины (1991) и Академии наук Высшей школы Украины (1992).
Ю. Н. Таран-Жовнир в стране и за рубежом известен как крупный специалист в области металлографии высокоуглеродистых железных сплавов. Ему принадлежат оригинальные фундаментальные работы по изучению морфологии сфероидального графита в чугуне, физико-химической природы кристализационных процессов в модифицированных расплавах, природы и закономерностей роста карбидных фаз, морфологических и молекулярно-кинетических особенностей эвтектических и твердофазных карбидных превращений, твердофазной автоэпитаксии алмаза в чугуне, перитектического превращения в сложнолегированных железных сплавах. Юрий Николаевич является основоположником такого направления, как создание белых чугунов с инвертированной структурой и повышенным запасом пластичности. Эти чугуны, защищённые зарубежными патентами, имеют широкие перспективы внедрения в качестве конструкционного и инструментального износостойкого материала. Юрием Николаевичем и его учениками созданы металловедческие основы совершенствования технологии производства отливок сменного металлургического оборудования — прокатных валков, изложниц, мелющих тел, проводковой арматуры станов.

## Биография
Родился 26 июня 1927 года в городе Новомосковск Днепропетровской области.

Отец — Таран Николай Васильевич, преподаватель физики.

Мать — Клочко-Жовнир Елена Семёновна, учитель украинского языка.
С 1931 года семья жила в Днепропетровске, где Ю. Н. Таран-Жовнир окончил семь классов средней школы. С началом Великой Отечественной войны был эвакуирован вместе с матерью в Новосибирск. В 1943 г. переехал в Горький, где экстерном окончил среднюю школу и поступил на архитектурный факультет Горьковского инженерно-строительного института. В 1945 г. Юрий Николаевич возвращается в Днепропетровск. В эту пору в Днепропетровском инженерно-строительном институте не было архитектурного факультета и он переводится на технологический факультет Днепропетровского металлургического института, выбирая металловедческую специальность. Микроскопические исследования строения металлических сплавов, открывающие богатейший мир кристаллических сочетаний и инкрустаций, их сложную архитектонику и её влияние на свойства сплавов, стали главным призванием Ю. Н. Тарана. Это призвание определяется в студенческие годы (1945-49 годы), когда всё большее влияние на профессиональный облик будущего инженера-металлурга оказывает член-корреспондент Академии наук Украинской ССР, заведующий кафедрой металловедения К. П. Бунин.

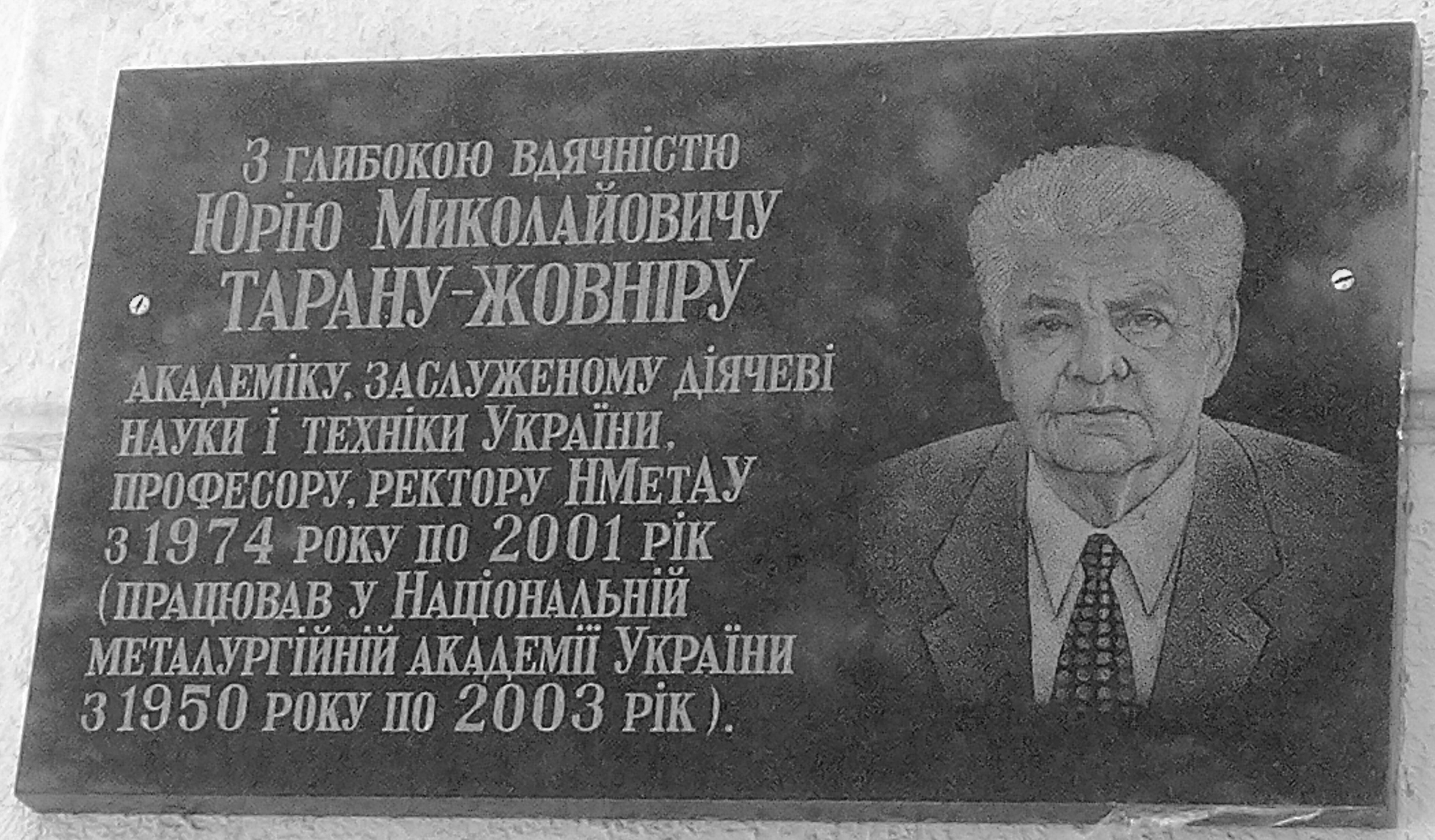
Мемориальная доска Ю. Н. Таран-Жовниру в Днепре на фасаде здания Национальной металлургической академии Украины

В начале 1949 года, окончив с отличием технологический факультет ДМетИ, Юрий Николаевич получает путёвку на Днепропетровский автозавод, где работает инженером-исследователем центральной заводской лаборатории.
С 1951 года учился в аспирантуре у К. П. Бунина. В созданной Буниным Днепропетровской научной школе металлографов Юрий Николаевич проходит путь от аспиранта до ведущего профессора, научного руководителя проблемных исследовательских работ.
С 1954 года ассистент, в 1959—1963 годах доцент кафедры металоведения ДМетИ.
В 1969 году защитил докторскую диссертацию «Генезис и морфология эвтектик железных сплавов».
В 1974—2001 годах ректор ДМетИ (НМетАУ). Заведовал кафедрой металловедения.
Был главным редактором журнала «Теория и практика металлургии».

## Основные даты деятельности учёного
- 1943—1945 — учёба в Горьковском инженерно-строительном институте.
- 1945—1949 — учёба в Днепропетровском металлургическом институте.
- 1949—1950 — инженер-исследователь центральной заводской лаборатории Южмаша Минавтопрома СССР.
- 1950—1953 — аспирант кафедры металловедения Днепропетровского металлургического института.
- 1953—1958 — ассистент кафедры металловедения Днепропетровского металлургического института.
- 1954 — присвоена учёная степень кандидата технических наук.
- 1958—1963 — доцент кафедры металловедения Днепропетровского металлургического института.
- 1959 — присвоено звание доцента.
- 1961—1963 — заместитель декана технологического факультета Днепропетровского металлургического института.
- 1963 — старший научный сотрудник Института чёрной металлургии Минчермета СССР.
- 1963 — награждён медалью «За трудовое отличие».
- 1963—1973 — руководитель отдела металловедения Института чёрной металлургии Минчермета СССР.
- 1969 — присвоена учёная степень доктора технических наук.
- 1970—1972 — профессор кафедры металловедения Днепропетровского металлургического института (по совместительству).
- 1970—1973 — учёный секретарь и член бюро Днепропетровского научного центра АН УССР
- 1971 — награждён орденом Трудового Красного Знамени.
- 1972 — присвоено учёное звание профессора.
- 1972 — избран членом-корреспондентом Академии наук УССР.
- 1974 — ректор Днепропетровского металлургического института (сейчас Национальная металлургическая академия Украины), оставался им по 2001 год[3].
- 1974 — депутат Жовтневого райсовета народных депутатов Днепропетровска.
- 1975 — председатель правления Днепропетровской областной организации общества «Знание».
- 1976 — член специализированного совета по защите диссертаций на соискание ученой степени кандидата наук, ДМетИ.
- 1976 — председатель специализированного совета по защите диссертаций на соискание ученой степени доктора наук, ДМетИ.
- 1976 — Указом Президиума Верховного Совета Украинской ССР присвоено почётное звание заслуженного деятеля науки УССР
- 1976 — заведующий кафедрой металловедения Днепропетровского металлургического института, (НМетАУ)
- 1978 — Депутат горсовета народных депутатов г. Днепропетровска.
- 1981 — Награждён вторым орденом Трудового Красного Знамени.
- 1981 — председатель комиссии по металлургии Государственного комитета по премиям УССР
- 1982 — лауреат премии Совета Министров СССР за разработку и внедрение экономнолегированных быстрорежущих сталей
- 1985 — избран действительным членом (академиком) Национальной Академии наук УССР.
- 1985—1988 — член городского исполкома Советов народных депутатов г. Днепропетровска.
- 1986 — награждён Орденом Октябрьской революции.
- 1986 — член редакционной коллегии журнала «Известия вузов. Чёрная металлургия».
- 1986 — председатель экспертного совета по металлургии Минвуза УССР (Министерство просвещения УССР).
- 1989 — за достижения в учебно-воспитательной и научно-методической работе присуждена вторая премия Министерства высшего и среднего специального образования УССР.
- 1990 — лауреат премии имени Д. К. Чернова за разработку белых деформируемых чугунов.
- 1991 — избран академиком Академии инженерных наук Украины, (АИН УССР).
- 1991 — руководитель отделения материаловедения и металлургии АИН УССР.
- 1992 — избран академиком Академии наук высшей школы Украины, (АН ВШ Украины).
- 1992 — председатель отделения металлургии АН ВШ Украины.
- 1993 — председатель Днепровского отделения Международного научного общества ASM Unternational.
- 1994 — лауреат премии имени Ярослава Мудрого за исследование закономерностей кристаллизации сплавов эвтектического типа и разработку новых функциональных материалов на их основе.
- 1995 — решением общего собрания Международной академии наук высшей школы избран действительным членом (академиком) МАН ВШ.
- 1995 — член редакционной коллегии журнала «Материаловедение».
- 1996 — лауреат Государственной премии Украины за разработку и внедрение конвертерного процесса газокислородного рафинирования нержавеющих сталей.
- 1996 — награждён премией имени академика К. Ф. Стародубова Международной инженерной академии.
- 1996 — редактор журнала «Теория и практика металлургии».

Умер 14 августа 2003 года в городе Днепропетровске.

## Награды и премии
- Трудового Красного Знамени (1971, 1981);
- Октябрьской Революции (1986);
- Ярослава Мудрого V степени (1997);
- «За заслуги» III степени (1999);
- медалью «За трудовое отличие» (1963)[3].

## Указатель трудов Ю. Н. Тарана-Жовнира

### Монографии, учебные пособия, брошюры
- Чугун с шаровидным графитом/К. П. Бунин, Ю. Н. Таран-Жовнир, А. В. Черновол.-К.: Изд-во АН УССР, 1955. - 99 с.
- Основы металлографии чугуна/К. П. Бунин, Я. Н. Малиночка, Ю. Н. Таран-Жовнир.-М.: Металлургия, 1969. - 415 с.
- Строение чугуна/К. П. Бунин, Ю. Н. Таран-Жовнир.-М.: - Металлургия, 1972. - 160 с.
- Анализ фазовых равновесий и кристаллизации металлических сплавов. Учебное пособие/К. П. Бунин, А. А. Баранов, Ю. Н. Таран-Жовнир.-Днепропетровск.: Изд-во ДМетИ, 1973. - 133 с.
- Структура эвтектических сплавов/Ю. Н. Таран-Жовнир, В. И. Мазур.-М.: Металлургия, 1978. - 312 с.
- Современное состояние и перспективы развития производства нержавеющих сталей в СССР и за рубежом/Ю. Н. Таран-Жовнир, А. И. Манухин, Л. В. Коваленко, Ю. А. Нефёдов, А. В. Рабинович, Ю. В. Садовник, Г. В. Садовник, Г. С. Колганов.-М.: Черметинформация. Обзорная информация, 1980. - 60 с.
- Справочник «Металловедение и термическая обработка стали». В 3-х томах.- т. 2 «Основы термической обработки». Строение сплавов железо-углерод./Ю. Н. Таран-Жовнир.-М.: Металлургия, 1983. - 368 с.
- Методические указания по применению контролирующего обучающего комплекса «Структура» — для студентов всех специальностей и инженерно-технических работников/Ю. Н. Таран-Жовнир, П. Ф. Нижниковская, К. И. Узлов, В. З. Куцова, М. П. Бугаец, Д. Ю. Бембинек, А. И. Приходько.-Днепропетровск.: Изд-во ДМетИ, 1987 - 19 с.
- Фазовые равновесия и фазовые превращения. Учебное пособие/В. И. Мазур, Ю. Н. Таран-Жовнир.-К.: УМК ВО Минвуза УССР, 1988. - 85 с.
- Интенсификация инженерного творчества/Ю. Н. Таран-Жовнир, Г. С. Пирогов, Б. П. Бельгольский.-М.: Профиздат, 1989. - 120 с.
- Металознавство і термічна обробка із застосуванням комп’ютерних технологій навчання. Частина 1. Навчальний посібник. Інститут системних досліджень освіти України/Ю. М. Таран-Жовнір, В. І. Шаповалов, П. Ф. Нижніковська, М. П. Бугаєць, А. П. Бачурін, В. З. Куцова, К. І. Узлов.-К.: Вид-во «ВІПОЛ», 1993. - 206 с.
- Силумины. Атлас микроструктур и фрактограмм/ Ю. Н. Таран-Жовнир, А. Г. Пригунова, Н. А. Белов, В. С. Золоторевский, В. И. Напалков, С. С. Петров.-М.: Изд-во МИСИС, 1996. - 175 с.

### Открытие
Явление локального температурного уплотнения структуры микрообъемов кристаллов полупроводников/Ю. Н. Таран-Жовнир, В. М. Глазов, Э. С. Фалькевич, В. З. Куцова, К. И. Узлов, В. Б. Кольцов, А. Р. Регель, Г. Г. Тимошина.

### Статьи в научных журналах и сборниках
1954
- Структура шаровидного графита/Ю. Н. Таран-Жовнир//Доклады АН СССР.-1954. - т. 96. - № 3
- Про вплив магнію на форму включень вуглецю відпалу/Ю. М. Таран-Жовнір, А. В. Черновол//Доповіді АН УРСР.-1954. - № 5
- Об образовании графита в чугунах, модифицированных магнием/К. П. Бунин, Ю. Н. Таран-Жовнир//Доклады АН СССР.-1954. - т. 94.- № 6
- О механизме кристаллизации чугуна, модифицированного магнием/Ю. Н. Таран-Жовнир//Литейное производство.-1954. - № 6
- Образование графита в магниевом чугуне/К. П. Бунин, Ю. Н. Таран-Жовнир, А. В. Черновол//Сб. Высокопрочные чугуны.-М.: Машгиз, 1954
- Об образовании графита в чугунах, модифицированных магнием/К. П. Бунин, Ю. Н. Таран-Жовнир//Сб. Научные труды Днепропетровск. металлург. института.-Днепропетровск.: ДМетИ, 1954.

1955
- О сростках шаровидных включений графита в чугунах/К. П. Бунин, Ю. Н. Таран-Жовнир, Т. М. Шпак//Доклады АН СССР. - 1955.- т. 101. - № 1.
- Кристаллизация доэвтектического чугуна, модифицированного магнием/К. П. Бунин, Ю. Н. Таран-Жовнир//Сб. Научные труды Днепропетровск. металлург. института.-Днепропетровск.: ДМетИ, 1955.
- Об образовании графита в магниевом чугуне/К. П. Бунин, Ю. Н. Таран-Жовнир//Сб. отливки из высокопрочного чугуна.-М.: изд-во АН СССР, - 1955.

1956
- Про форму графітних включень у модіфікованих магнієм чавунах/К. П. Бунин, Ю. М. Таран-Жовнір, Т. М. Шпак//Доповіді АН УРСР. - 1956. - № 5.

1957
- К вопросу влияния магния на кристаллизацию серого чугуна/К. П. Бунин, Я. Н. Малиночка, Ю. Н. Таран-Жовнир//Литейное производство.-1957. - № 1.
- Влияние условий формирования на структуру и качество чугунного листа/Ю. Н. Таран-Жовнир, Э. Н. Погребной, Д. И. Ясский//Труды НТО Чёрной металлургии.-К.: Гостехиздат УССР,- т. 5, - 1957.
- О кривых охлаждения чугуна/К. П. Бунин, Я. Н. Малиночка, Ю. Н. Таран-Жовнир//Литейное производство. - 1957.- № 6.

1958
- Об ориентированной кристаллизации графита в чугуне/Ю. Н. Таран-Жовнир, А. К. Репин//Доклады Высшей школы. Металлургия.-1958.-№ 2
- Влияние магния на кинетику графитизации белого чугуна/Ю. Н. Таран-Жовнир, А. В. Черновол//Металловедение и термическая обработка металлов.-1958.- № 4.

1959
- Повышение износостойкости валков непрерывных тонколистовых станов/Ю. Н. Таран-Жовнир, А. Е. Кривошеев, Л. С. Рудницкий, И. Е. Лев//Сталь.-1959.- № 7.
- О росте графита в железных сплавах/Ю. Н. Таран-Жовнир, А. К. Репин//Сб. Научные труды Днепропетровск. металлург. института.-Днепропетровск.: ДМетИ,- т. 37,-1959.

1960
- Эвтектическая кристаллизация серого чугуна/К. П. Бунин, Ю. Н. Таран-Жовнир//Сб. Кристаллизация металлов.-М.: изд-во АН СССР.-1960.
- О механизме влияния закалки на графитизацию чугуна и стали/Ю. Н. Таран-Жовнир, Э. Н. Погребной//Металловедение и термическая обработка металлов.-1960.-№ 6.

1961
- О механизме кристаллизации чугуна на вращающихся валках-кристаллизаторах/Ю. Н. Таран-Жовнир, Э. Н. Погребной, Д. И. Ясский//Сб. Получение изделий из жидких металлов методами ускоренной кристаллизации.-М.: Гостехиздат.-1961.
- О влиянии горячей деформации на графитизацию белого чугунного листа/Ю. Н. Таран-Жовнир, Э. Н. Погребной, Д. И. Ясский//Сб. Получение изделий из жидких металлов методами ускоренной кристаллизации.-М.: Гостехиздат.-1961.
- Комплексное модифицирование магниевого чугуна феросилицием и алюминием/Ю. Н. Таран-Жовнир, А. В. Черновол//Известия вузов. Чёрная металлургия.-1961.-№ 4
- Вплив кальцію на форму графітних включень в Fe-C сплавах/Ю. М. Таран-Жовнір, Т. А. Панчина//Доповіді АН УРСР.-1961.- № 7.

1962
- Микроструктура рабочего слоя высокотвердых двухслойных валков/Ю. Н. Таран-Жовнир, А. Е. Кривошеев//Сб. Научные труды Днепропетровск. металлург. института.-Днепропетровск.: ДМетИ, т. 52, 1962.

1963
- О модифицировании чугуна цинком/Ю. Н. Таран-Жовнир, А. В. Черновол//Литейное производство.-1963.- № 4.

и многие другие статьи в области металловедения.
С 1990 года начинает писать статьи для зарубежных журналов и выступать с докладами на международных конференциях.
1990
- Abnormal Temperature Deperdence in Physical and Mechanical Properties of Semiconductor Silicon/Y. Taran-Zhovnir, V. Kutsova, E. Falkevish, K. Uzlov//Proceeding of the International Conference «Silicon-90», Vol.-II, Chaptez VI «Silicon Characterizaions Tesla Roznov», Girechment, Moskow, Roznov, pod Radhostem, 1990.

1992
- Deformable cast iron: a promising material for the automotive industry/Y. Taran-Zhovnir, P. Nishnikovskaja, L. Snagovskij//25th YSATA Silver Jubilee International Symposiym on Automotive Thechnology and Automation. Delicated Conference on New and Alternative Materials for Automotive industies, Florence, Italy, 1992.
- Euctectik solidificution as coupled cooperative Growth of dendrites/Y. Taran-Zhovnir//Micrstuctural «Design by solidificution Processing», 1992, g, 193-206. Proceedings of a symposiym sponsored by the TMS Suntesis, Control and Analysis in Materials Processing Commitiee held during Materials week 92 in Chikago, Illinois, November 1-5, 1992. Edited by Enrigue tewernia and Mehmet N. Gungor. A. Publication of the Minerals, Metals and Materials Society 420 Common wealth Drive, Warrendgale, Pennsylvania.
- Shearing Phase Transformation in Semicondectors/Y. Taran-Zhovnir, V. Kutsova, K. Uzlov, E. Falkevich//Proceeding of the International Conference «Silikon-92». Roznov P. R. — Czechoslovakia, 1992.
- Effect of Transzrystalline Fusing during Flash Heat of Alloyed steels and its application Prospects in Welding Production/Y. Taran-Zhovnir, E. Kalinushkin//3RD International Conference on Trends in Welding Research.-USA.: Gatlinburg, Tennessee, 1992.

1995
- Komplexove badania oddzialywania pary kolo-szyna w celu okreslenia wspolezynnikow wplynajacych na zywotnose i niezawodnose zestawow kolowych/S. Gubienko, W. Esaulow, Y. Taran-Zhovnir, A. Sladkovski//Miedzynarodowego Seminarium Nankowego «Kolejowe zestawy kotowe».-Katowice-Ustron, 1995.
- Optimalizacja profilu powierzchni tocznej kola i szyny, w tym rowniez przeznaczonych do durych szybcosci/S. Gubienko, W. Esaulow, Y. Taran-Zhovnir, A. Kozlowski, A. Sladkowski//Miedzynarodowego Seminarium Nankowego «Kolejowe zestawy kotowe».-Katowice-Ustron, 1995.
- Ewolucja zestawow kolowych eksploatowanych na kolejach swiata (1840—1994) i obecne tendencia rozwojowe/W. Esaulow, Y. Taran-Zhovnir, A. Kozlowski, A. Sladkowski//Miedzynarodowego Seminarium Nankowego «Kolejowe zestawy kotowe».-Katowice-Ustron, 1995.

1996
- Design of wagon wheels using the Einite Element. Methog/Y. Taran-Zhovnir, W. Esaulow, A. Sladkowski, N. Shmuryhin//Computers in Railways V — Valum 2 «Railway Technology and Envizonment» Computational Mechanics Publication. — Southampton-Bocton, 1996.
- Teoretyczne i praktyczne aspekty hartowania z przemiana izotermyczna zeliwa steroidalnego/Y. Taran-Zhovnir, K. Uzlow, A. Kucow//Miedzynarodowa konferencia «Zeliwo steroidalne szansa rozwoju polskiego odlewnictwa»:-Krakow, 1996.